# Amycus lycosiformis
Amycus lycosiformis là một loài nhện trong họ Salticidae.
Loài này thuộc chi Amycus. Amycus lycosiformis được Władysław Taczanowski miêu tả năm 1878.